# Équipe de Hongrie de football à la Coupe du monde 1986
L'équipe de Hongrie de football participe à sa neuvième Coupe du monde lors de l'édition 1986 qui se tient au Mexique du 31 mai au 29 juin 1986. Elle se qualifie en terminant en tête de sa poule de qualification, devant les Pays-Bas, l’Autriche et Chypre.
Pour la troisième fois de rang, la sélection hongroise échoue au premier tour où elle se retrouve dans le groupe de l'URSS, de la France et du Canada. Elle se classe troisième du groupe C grâce à un succès contre le Canada et manque d'être repêchée dans les meilleurs troisièmes pour les huitièmes de finale en raison de deux lourdes défaites face aux Soviétiques et aux Français. Les Magyars n’inscrivent que deux buts, lors de la victoire face aux Canadiens, marqués par Esterházy et Détári.

## Phase qualificative
| Rang | Équipe   | Pts | J | G | N | P | Bp | Bc | Diff |  | Résultats (▼ dom., ► ext.) |     |     |     |     |
| ---- | -------- | --- | - | - | - | - | -- | -- | ---- |  | -------------------------- | --- | --- | --- | --- |
| 1    | Hongrie  | 10  | 6 | 5 | 0 | 1 | 12 | 4  | +8   |  | Hongrie                    |     | 0-1 | 3-1 | 2-0 |
| 2    | Pays-Bas | 7   | 6 | 3 | 1 | 2 | 11 | 5  | +6   |  | Pays-Bas                   | 1-2 |     | 1-1 | 7-1 |
| 3    | Autriche | 7   | 6 | 3 | 1 | 2 | 9  | 8  | +1   |  | Autriche                   | 0-3 | 1-0 |     | 4-0 |
| 4    | Chypre   | 0   | 6 | 0 | 0 | 6 | 3  | 18 | -15  |  | Chypre                     | 1-2 | 0-1 | 1-2 |     |

## Phase finale

### Premier tour
| Classement du groupe C |                  |     |   |   |   |   |    |    |      |
|                        | Équipe           | Pts | J | G | N | P | BP | BC | Diff |
| 1                      | Union soviétique | 5   | 3 | 2 | 1 | 0 | 9  | 1  | +8   |
| 2                      | France           | 5   | 3 | 2 | 1 | 0 | 5  | 1  | +4   |
| 3                      | Hongrie          | 2   | 3 | 1 | 0 | 2 | 2  | 9  | -7   |
| 4                      | Canada           | 0   | 3 | 0 | 0 | 3 | 0  | 5  | -5   |

| 1er juin | France           | 1 | 0 | Canada           |
| 2 juin   | Union soviétique | 6 | 0 | Hongrie          |
| 5 juin   | France           | 1 | 1 | Union soviétique |
| 6 juin   | Canada           | 0 | 2 | Hongrie          |
| 9 juin   | France           | 3 | 0 | Hongrie          |
| 9 juin   | Union soviétique | 2 | 0 | Canada           |

| 2 juin 1986                       | Union soviétique                                                                                 | 6 - 0 | Hongrie | Estadio Sergio León Chávez, Irapuato           |                                                |
| 12:00 · Historique des rencontres | Yakovenko 2e · Aleinikov 4e · Belanov 24e (pen) · Yaremchuk 66e · Dajka 73e (csc) · Rodionov 80e |       |         | Spectateurs : 16 500 Arbitrage : Luigi Agnolin | Spectateurs : 16 500 Arbitrage : Luigi Agnolin |
| 12:00 · Historique des rencontres | (Rapport)                                                                                        |       |         | Spectateurs : 16 500 Arbitrage : Luigi Agnolin | Spectateurs : 16 500 Arbitrage : Luigi Agnolin |

| 6 juin 1986 | Canada    | 0 - 2 | Hongrie                   | Estadio Sergio León Chávez, Irapuato             |                                                  |
| 12:00       |           |       | Esterházy 2e · Détári 75e | Spectateurs : 14 000 Arbitrage : Jamal Al Sharif | Spectateurs : 14 000 Arbitrage : Jamal Al Sharif |
| 12:00       | (Rapport) |       |                           | Spectateurs : 14 000 Arbitrage : Jamal Al Sharif | Spectateurs : 14 000 Arbitrage : Jamal Al Sharif |

| 9 juin 1986                       | France                                   | 3 - 0 | Hongrie | Estadio Nou Camp, León                                |                                                       |
| 12:00 · Historique des rencontres | Stopyra 29e · Tigana 62e · Rocheteau 84e |       |         | Spectateurs : 31 000 Arbitrage : Carlos Silva Valente | Spectateurs : 31 000 Arbitrage : Carlos Silva Valente |
| 12:00 · Historique des rencontres | (Rapport)                                |       |         | Spectateurs : 31 000 Arbitrage : Carlos Silva Valente | Spectateurs : 31 000 Arbitrage : Carlos Silva Valente |

## Effectif
György Mezey est le sélectionneur de la Hongrie durant la Coupe du monde.
| No. | Pos.      | Joueur           | Date de naissance et âge | Sélec. | Club                 |
| --- | --------- | ---------------- | ------------------------ | ------ | -------------------- |
| 1   | Gardien   | Péter Disztl     | 30 mars 1960             | 12     | Videoton FC          |
| 2   | Défenseur | Sándor Sallai    | 26 mars 1960             | 30     | Videoton FC          |
| 3   | Défenseur | Antal Róth       | 14 septembre 1960        | 18     | Pécsi Munkás         |
| 4   | Défenseur | József Varga     | 9 octobre 1954           | 29     | Denizlispor          |
| 5   | Défenseur | József Kardos    | 22 mars 1960             | 25     | Újpesti Dózsa        |
| 6   | Défenseur | Imre Garaba      | 29 juillet 1958          | 51     | Budapest Honvéd      |
| 7   | Attaquant | József Kiprich   | 6 septembre 1963         | 12     | Tatabányai Bányász   |
| 8   | Milieu    | Antal Nagy       | 17 octobre 1956          | 23     | Budapest Honvéd      |
| 9   | Milieu    | László Dajka     | 29 avril 1959            | 17     | Budapest Honvéd      |
| 10  | Milieu    | Lajos Détári     | 24 avril 1963            | 15     | Budapest Honvéd      |
| 11  | Attaquant | Márton Esterházy | 9 avril 1956             | 20     | AEK Athènes          |
| 12  | Défenseur | József Csuhay    | 12 juillet 1957          | 9      | Videoton FC          |
| 13  | Défenseur | László Disztl    | 4 juin 1962              | 4      | Videoton FC          |
| 14  | Défenseur | Zoltán Péter     | 23 mars 1958             | 19     | Zalaegerszegi TE     |
| 15  | Milieu    | Péter Hannich    | 30 mars 1957             | 21     | Győri ETO FC         |
| 16  | Défenseur | József Nagy      | 20 octobre 1960          | 1      | Szombathelyi Haladás |
| 17  | Milieu    | Győző Burcsa     | 13 mars 1954             | 11     | AJ Auxerre           |
| 18  | Gardien   | József Szendrei  | 25 avril 1954            | 1      | Újpesti Dózsa        |
| 19  | Attaquant | György Bognár    | 5 novembre 1961          | 5      | MTK Hungária         |
| 20  | Attaquant | Kálmán Kovács    | 11 septembre 1965        | 6      | Budapest Honvéd      |
| 21  | Milieu    | Gyula Hajszán    | 9 octobre 1961           | 20     | Győri ETO FC         |
| 22  | Gardien   | József Andrusch  | 31 mars 1956             | 5      | Budapest Honvéd      |